# Csömend
Csömend là một thị trấn thuộc hạt Somogy, Hungary. Thị trấn này có diện tích 8,66 km², dân số năm 2010 là 299 người, mật độ 35 người/km².